# Saint-Jean-d'Arves
Saint-Jean-d'Arves (Savoyaards: Sant-Jian-d'Arves) is een gemeente in het Franse departement Savoie (regio Auvergne-Rhône-Alpes) en telt 217 inwoners (2004). De plaats maakt deel uit van het arrondissement Saint-Jean-de-Maurienne. Het is een plaatsje in het skigebied Les Sybelles.

## Geografie
De oppervlakte van Saint-Jean-d'Arves bedraagt 67,7 km², de bevolkingsdichtheid is 3,2 inwoners per km².
De onderstaande kaart toont de ligging van Saint-Jean-d'Arves met de belangrijkste infrastructuur en aangrenzende gemeenten.

## Demografie
Onderstaande figuur toont het verloop van het inwonertal (bron: INSEE-tellingen).

## Galerij

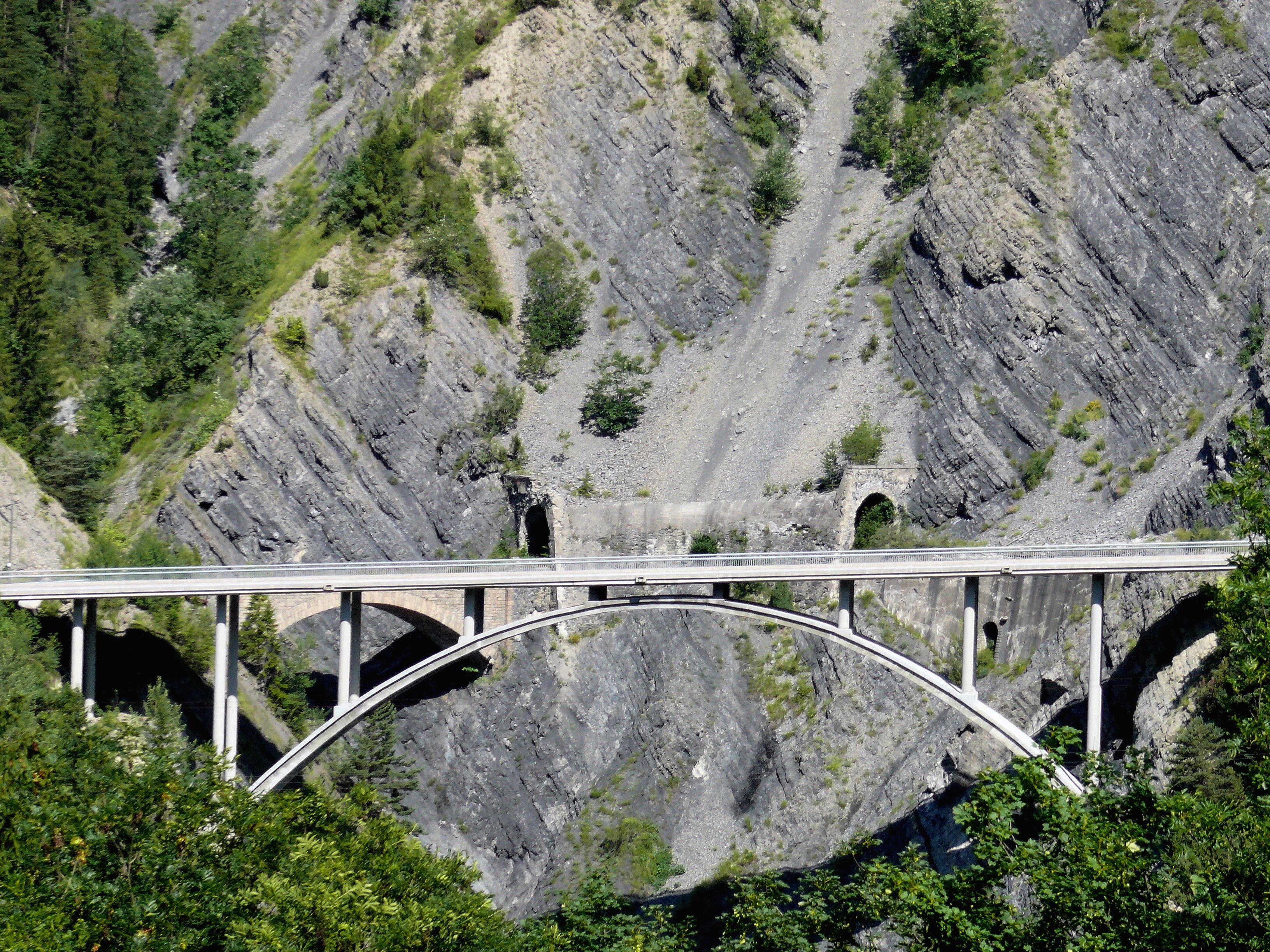
Het Sallanches-viaduct in Saint-Jean-d'Arves
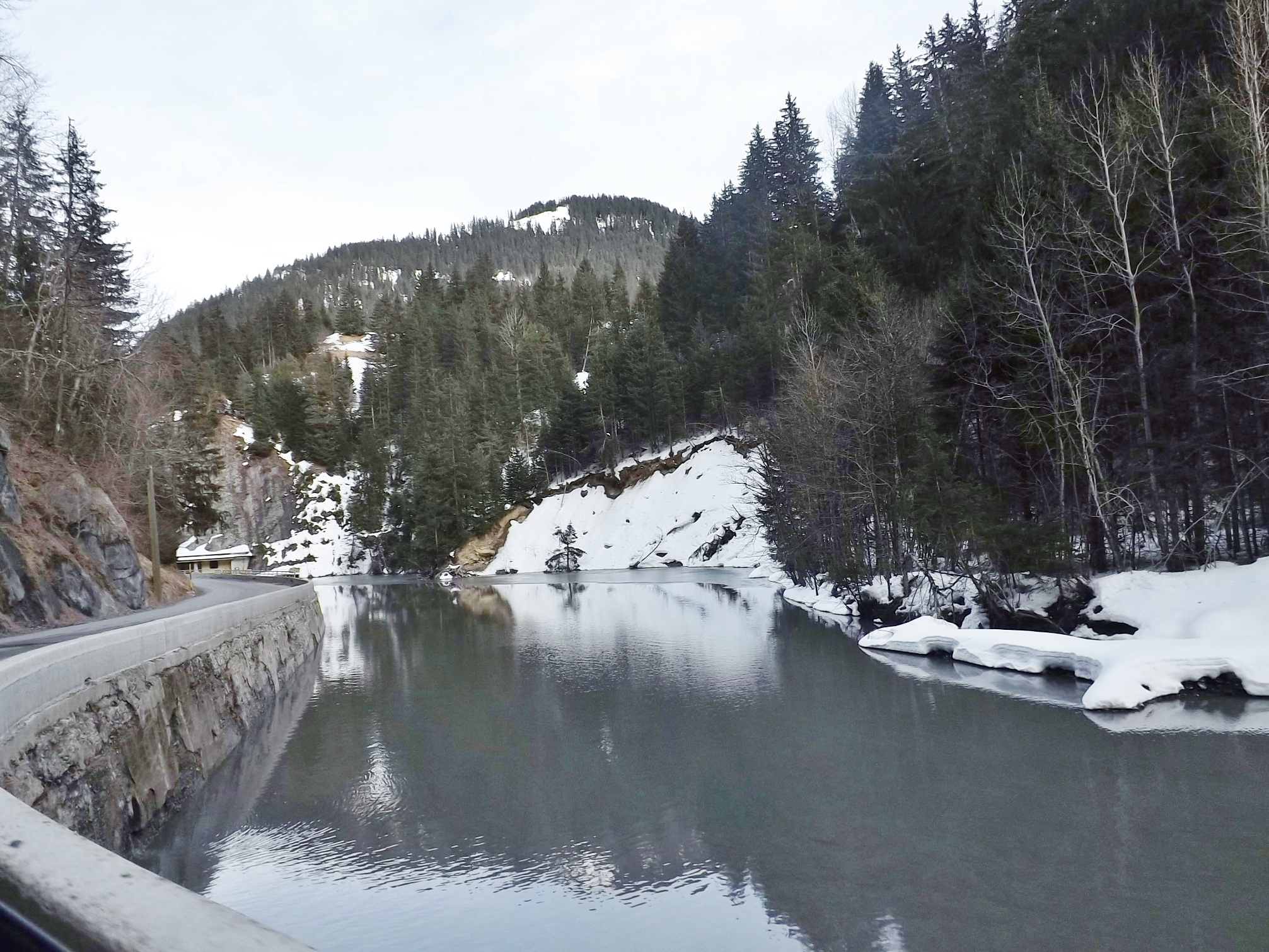
Dam op de Arvan
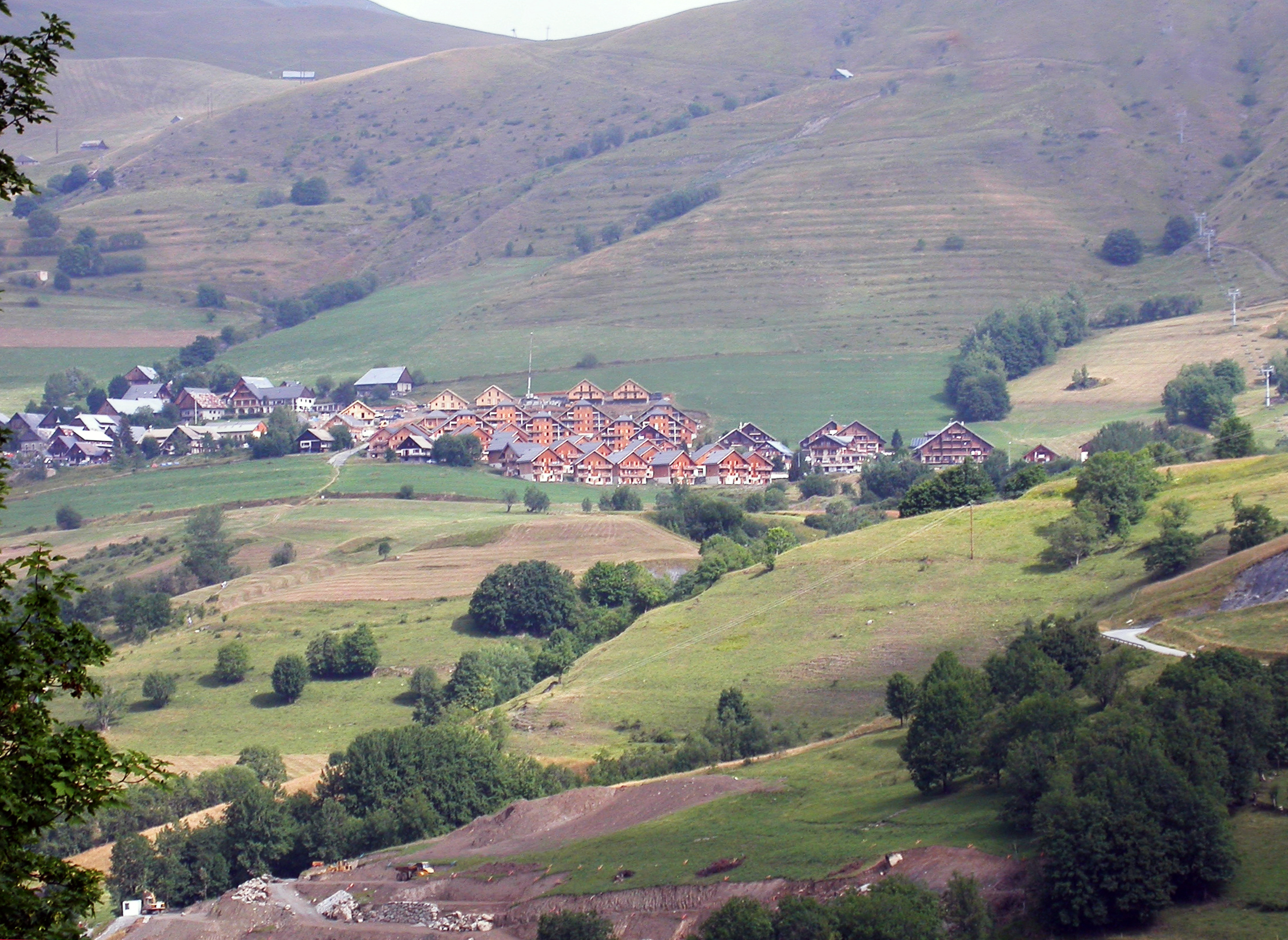
De wijk La Chal
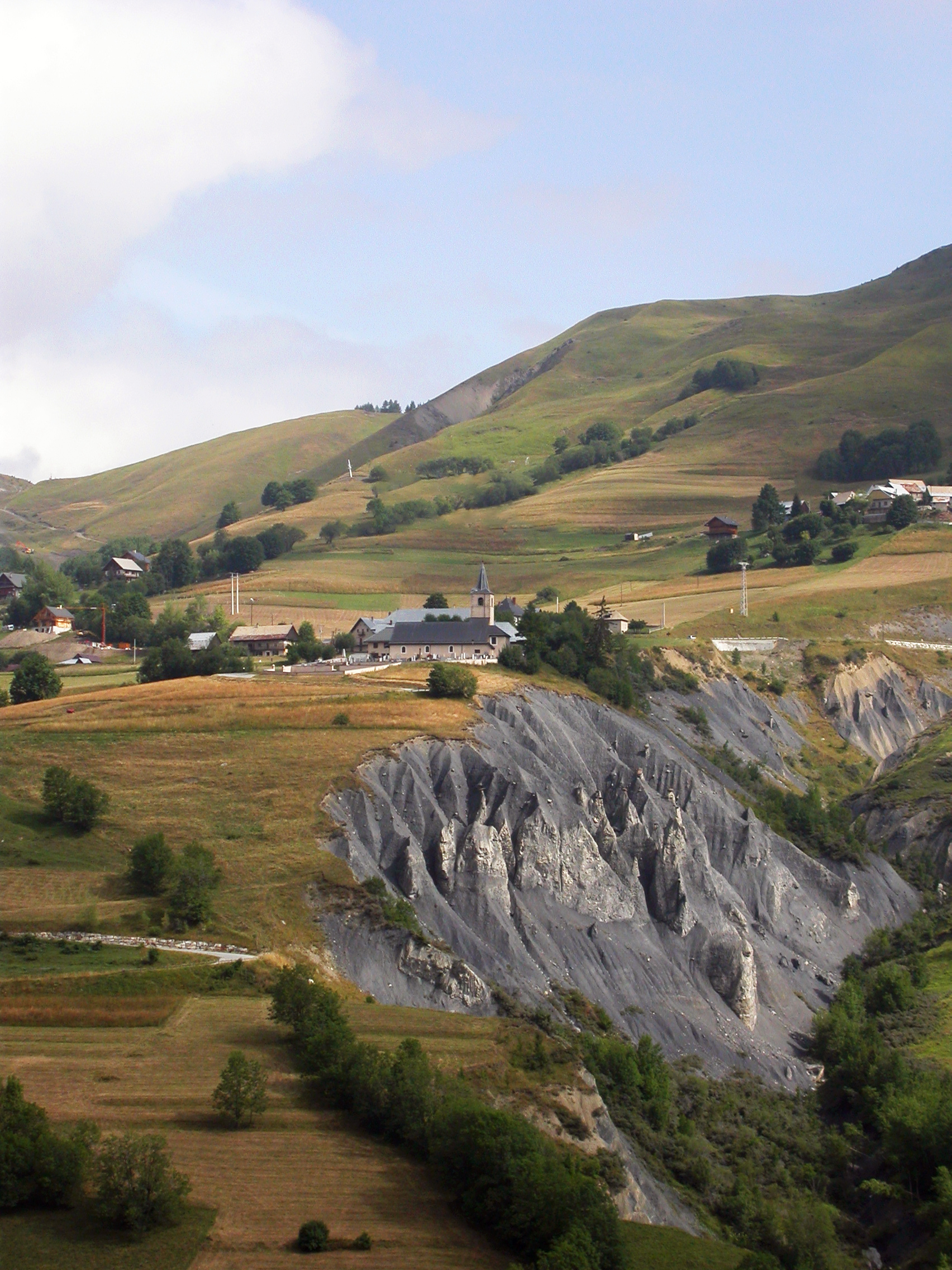
De kerk in de wijk L'Église